# 反芳香族性
反芳香族性（はんほうこうぞくせい、英: antiaromaticity）は、π電子系中に4n個の電子が存在するためより高いエネルギーを有する環状分子の特性である。ヒュッケル則（[4n+2] π電子）に従い非常に安定な芳香族化合物とは異なり、反芳香族化合物は非常に不安定かつ非常に反応性が高い。反芳香族性の不安定性を避けるため、分子は形状を変化させ非平面となり、ゆえに一部のπ相互作用が壊れる。芳香族化合物に存在する反磁性環電流と対照的に、反芳香族化合物は常磁性環電流を持ち、これはNMR分光法によって観測することができる。

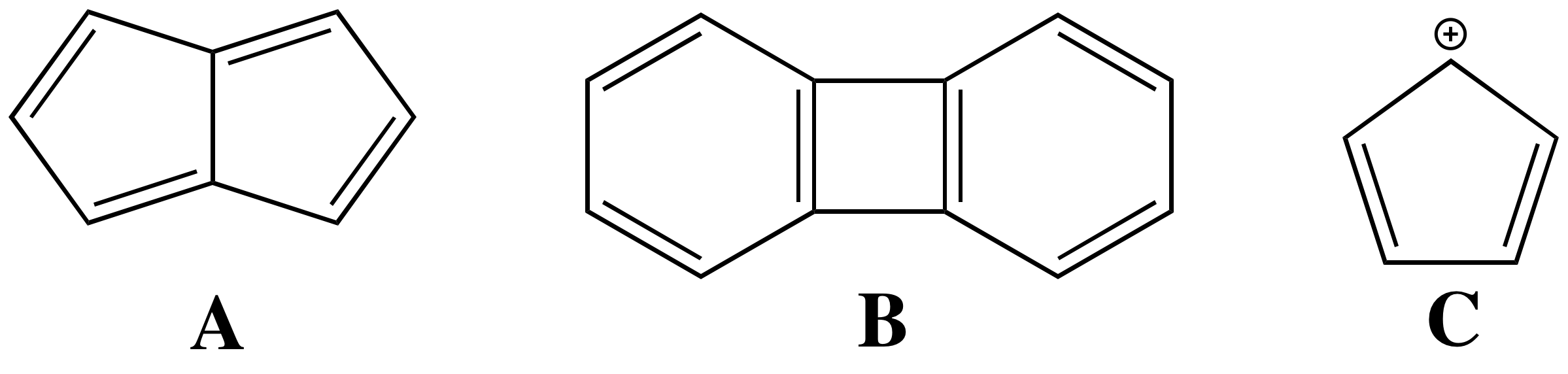
反芳香族化合物の例。A: ペンタレン; B: ビフェニレン; C: シクロペンタジエニルカチオン

反芳香族化合物の例としてはペンタレンやビフェニレン、シクロペンタジエニルカチオンがある。反芳香族性の原型的例であるシクロブタジエンは議論のテーマであり、一部の科学者らは反芳香族性はシクロブタジエンの不安定化に寄与する主要な因子ではないと主張している。シクロオクタテトラエンは、反芳香族性に起因する不安定化を避けるために非平面幾何構造をとる分子の例である。もし平面構造をとれば、環上に単一の8電子π系を持つことになるが、シクロオクタテトラエンは代わりに4つの個別のπ結合を持つボート形配座をとる。反芳香族化合物は短寿命の場合が多く、実験的に研究することが困難なため、反芳香族不安定化エネルギーは実験よりもシミュレーションによってモデル化されることが多い。

## 定義
反芳香族性に関するIUPACの基準は以下の通りである。
1. 分子は環状でなければならない。
2. 分子は平面でなければならない。
3. 分子は環内に完全な共役π電子系を持たなければならない。
4. 分子は共役π系内に4nπ電子（nは任意の整数）を持たなければならない。

この4番目の基準が芳香族性と異なる。芳香族分子は共役π系に4n+2π電子を持ち、ゆえにヒュッケル則に従う。非芳香族化合物は環状でないか、平面でないか、環内に完全な共役π系を持たない。
平面の環系を持つことは、共役π系を作るp軌道間の重なりを最大化するのに必須である。これが、なぜ平面の環状分子が芳香族、反芳香族分子の両方の鍵となる特徴であるかを説明する。しかしながら、現実には、その構造を単に見て分子が完全に共役しているかどうかを決定するのは困難である。時に、分子は歪みを和らげるために変形し、この変形により共役が損われる可能性がある。ゆえに、ある分子が本当に反芳香族かどうかを決定するためには更なる努力が必要となる。
反芳香族化合物の反芳香族性は動力学的、熱力学的に証明できる。後で述べるように、反芳香族化合物は例外的に高い反応性を有する。反芳香族化合物は環状共役π電子系のエネルギーを測定することによって熱力学的に評価することができる。反芳香族化合物では、分子の共役エネルギーの量が適切な対照化合物よりも顕著に高くなる。
現実には、反芳香族であると断言する前に反芳香族の可能性がある化合物の構造を徹底的に解析することが薦められる。問題になっている分子の実験的に決定された構造が存在しない場合は、計算解析を行わなければならない。対称平面配座からの変形を評価するために様々な幾何構造について分子のポテンシャルエネルギーを綿密に調べなければならない。論文である分子が反芳香族であると発表されたが実際には違っていた複数の例が過去にあるため、このような手順が推奨される。これらの分子で最も有名（かつ激しく議論された）なのはシクロブタジエンである。

## NMRスペクトルにおける反芳香族性
反芳香族化合物における電子の非局在化に由来する常磁性環電流は核磁気共鳴 (NMR) によって観測することができる。この環電流により環の内側の核は反遮蔽（低磁場シフト）、環の外側の核は遮蔽（高磁場シフト）される。シクロドデカヘキサエン（[12]アヌレン）は環の内側と外側の両方にプロトンを持つのに十分な程大きい反芳香族炭化水素である。非芳香族アルケンのプロトンの化学シフトが通常4.5-6.5 ppmなのと比較して、[12]アヌレンの環の内側のプロトンの化学シフトは5.91 ppm、外側のプロトンの化学シフトは7.86 ppmである。この効果は対応する芳香族化合物のシフトよりも低い度合いである。
多くの芳香族および反芳香族化合物（ベンゼンやシクロブタジエン）は分子が小さく環の内側にプロトンを持てないため、化合物が芳香族か反芳香族か非芳香族かを決定するのに有用な内側のプロトンの遮蔽効果や反遮蔽効果を観測できない。核非依存的化学シフト（NICS）解析は、芳香族あるいは反芳香族性を予測するために環系の中心での遮蔽（あるいは反遮蔽）を計算する手法である。負のNICS値は芳香族性を、正のNICS値は反芳香族性を示す。

## 反芳香族性の例
論文上で反芳香族性を示すと見られる分子の例は多数あるものの、実際に反芳香族である分子の数はかなり少ない。

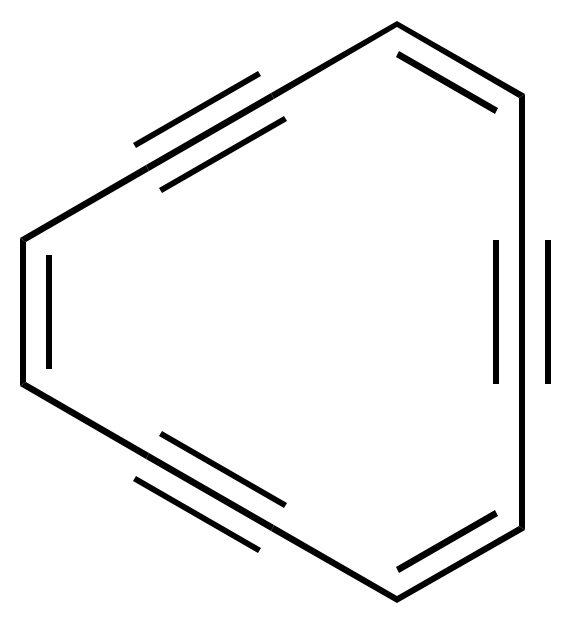
ヘキサデヒドロ-[12]アヌレン

ペンタレンはこの数十年実験的、計算的によく研究されてきた反芳香族化合物である。ペンタレンは二環性、平面、8つのπ電子を持ち、反芳香族性のIUPACによる定義を満たす。ペンタレンのジアニオンおよびジカチオン状態はヒュッケルの4n +2 π電子則に従うため芳香族である。
類縁の[12]アヌレンと同様に、ヘキサデヒドロ[12]アヌレンも反芳香族である。ヘキサデヒドロ[12]アヌレンの構造はab initio計算や密度汎関数法によって研究されており、反芳香族であることが確認されている。

## シクロブタジエン
シクロブタジエンは、古典的教科書で見られる反芳香族化合物の例である。シクロブタジエンは従来、平面、環状であり、4n共役π電子系を持つと理解されていた。

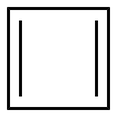
シクロブタジエン

しかしながら、シクロブタジエンが真に反芳香族であるかには長年疑問が呈されており、近年の発見は反芳香族ではないことが示唆されている。シクロブタジエンは非常に不安定であり、これは当初反芳香族性によるものであるとされていた。しかしながら、シクロオクタテトラエンなど類縁の4n π電子系を持つ分子にはこれ程の不安定化はなく、シクロブタジエンの場合は他の要因によるものであることが示唆されている。シクロブタジエンに見られる極端な不安定化は角歪みやねじれ歪み、パウリ反発の組み合わせによるものであることが明らかにされている。
また、シクロブタジエンの形状は正方形ではなく、長方形である（2本の単結合と2本の二重結合）ことが明らかになっている。これはシクロブタジエンが非局在化したπ電子を持っていないことを意味する。

## シクロオクタテトラエン

おけ型配座のシクロオクタテトラエン

当初は反芳香族であるとされていたが実際にはそうではない分子のもう一つの例はシクロオクタテトラエンである。シクロオクタテトラエンはおけ型（すなわちボート型）配座であると推測されている。平面ではないため、4n π電子を持っていたとしても、これらの電子は非局在化や共役をしない。ゆえにシクロオクタテトラエンは非芳香族である。